# Jan van der Meer (1928-2017)
Johannes Christianus (Jan) van der Meer (Roelofarendsveen, 3 augustus 1928 – omgeving Leiderdorp, rond 18 november, 2017) was een Nederlands pianist en dirigent.
Hij was zoon van Helena Maria de Jong en Anthonius Maria van der Meer. Zelf trouwde hij met Conny Rietbroek, die ook wel met hem op het podium zat om partituurbladzijden om te slaan.
Na de lagere school volgde een leerschool aan het Bonaventuracollege (HBS) te Leiden. Op muzikaal gebied volgde een opleiding aan het Haags Conservatorium, zowel piano, klavecimbel als directie. Voor zijn diploma koordirectie werd hij gejureerd door Hendrik Andriessen en Willem Ravelli. Ook deed hij een studie Gregoriaans. Daarna volgde een loopbaan als organist van de Heilige Lodewijkkerk aldaar, soleert als pianist of klavecinist (onder andere bij het Residentie Orkest). Voorts was hij 47 jaar (1954-2001) lang dirigent van Vox Laeta, een amateurkoor met ambities.
Hij vormde jarenlang een duo met fluitist Koos Verheul. Hij stond als dirigent ook voor andere koren: Alma Mater (Leiden), Zangvereniging Sint Gregorius (Lisse). Hij gaf daarnaast ook lessen. Vanaf 1959 was hij enige tijd directeur van de plaatselijke muziekschool in Oss.
Astrid van den Berg maakte in 2001 een documentaire over de musicus. Ook daarna was hij nog een enkele keer op de podia te vinden, weer met Verheul.
Na het overlijden van zijn vrouw (2012) had Van der Meer het steeds moeilijker met het leven. In het weekend 18/19 november 2017 liep hij vermoedelijk de Oude Rijn in en werd pas drie weken later gevonden in de Zijl, aldus zoon Ton van der Meer.

- MusicBrainz: c35b1f3e-e42e-4567-9ec9-c11a7300e95a